# John Henderson
John Henderson (Huntly, 4 mei 1973), is een Schotse darter die uitkomt voor de Professional Darts Corporation (PDC).
Henderson plaatste zich voor de World Professional Darts Championship 2005. Hij won in de eerste ronde van Stephen Bunting met 3-0. In de tweede ronde verloor Henderson van Martin Adams met 2-3. Het duurde tot 2010 voordat Henderson zich weer wist te plaatsten voor Lakeside. De eerste ronde won Henderson van Mareno Michels met 3-1. In de tweede ronde verloor Henderson van Scott Waites met 1-4. In 2011 stapte Henderson over naar de PDC. In 2012 plaatste hij zich voor de PDC World Darts Championship 2012. Henderson verloor in de eerste ronde van John Part met 0-3. In 2014 haalde Henderson weer het PDC World Darts Championship. In de eerste ronde won Henderson van Dave Chisnall met 3-2. In de tweede ronde verloor Henderson van Mark Webster met 3-4. In 2015 plaatste Henderson zich weer voor het PDC World Darts Championship. In de eerste ronde verloor hij van Vincent van der Voort met 2-3. In 2016 verloor Henderson in de eerste ronde van Darren Webster met 1-3 op het PDC World Darts Championship. In 2017 verloor Henderson weer in de eerste ronde. Dit keer van Andrew Gilding met 2-3 op het PDC World Darts Championship. In 2018 won hij in de eerste ronde van Marko Kantele met 3-0 op het PDC World Darts Championship. In de tweede ronde won hij verrassend van de nummer 4 van de wereld Daryl Gurney met 4-2. Hij verloor in de derde ronde van de latere wereldkampioen Rob Cross met 1-4.
In 2017 speelde Henderson in de World Grand Prix. In de eerste ronde versloeg hij de nummer 1 van de wereld Michael van Gerwen met 2-1. Hij won in de tweede ronde van Alan Norris (3-1) en in de kwartfinale van Raymond van Barneveld (3-1). In zijn eerste halve finale in een major toernooi verloor hij echter van Daryl Gurney met 4-1.
Op 12 september 2021 won Henderson samen met Peter Wright de finale van de World Cup of Darts. Ze versloegen het (ongeplaatste) Oostenrijkse koppel, bestaande uit Mensur Suljović en Rowby-John Rodriguez.
Door in februari 2024 Trina Gulliver, Kevin Painter, Andy Hamilton en Jim Long te verslaan, behaalde Henderson de finale van het World Seniors Darts Championship. Daarin ging hij met een uitslag van 5-0 voorbij aan Colin McGarry. Zo kroonde hij zich tijdens zijn debuut tot wereldkampioen bij de 50+’ers.
Later dat jaar won de Schot ook de World Seniors Darts Matchplay. Hij passeerde Leonard Gates in de finale. Met de World Seniors Darts Masters won hij zijn derde hoofdtoernooi bij de WSDT in 2024. In de finale versloeg hij landgenoot Robert Thornton.

## Resultaten op Wereldkampioenschappen

### BDO
- 2005: Laatste 16 (verloren van Martin Adams met 2-3)
- 2010: Laatste 16 (verloren van Scott Waites met 1-4)

### WDF
- 2009: Laatste 64 (verloren van Scott Waites met 2-4)

### PDC
- 2012: Laatste 64 (verloren van John Part met 0-3)
- 2014: Laatste 32 (verloren van Mark Webster met 3-4)
- 2015: Laatste 64 (verloren van Vincent van der Voort met 2-3)
- 2016: Laatste 64 (verloren van Darren Webster met 1-3)
- 2017: Laatste 64 (verloren van Andrew Gilding met 2–3)
- 2018: Laatste 16 (verloren van Rob Cross met 1-4)
- 2019: Laatste 32 (verloren van Michael Smith met 2-4)
- 2020: Laatste 32 (verloren van Gerwyn Price met 0-4)
- 2021: Laatste 64 (verloren van Jonny Clayton met 1-3)

### WSD (Senioren)
- 2024: Winnaar (gewonnen in de finale van Colin McGarry met 5-0)
- 2025: Kwartfinale (verloren van Derek Coulson met 1-3)

## Resultaten op de World Matchplay

### PDC
- 2011: Laatste 16 (verloren van Andy Hamilton met 11-13)
- 2015: Laatste 32 (verloren van Phil Taylor met 2-10)
- 2017: Laatste 32 (verloren van Mensur Suljovic met 4-10)
- 2018: Laatste 32 (verloren van Kim Huybrechts met 12-13)
- 2019: Laatste 32 (verloren van Simon Whitlock met 8-10)

### WSDT (Senioren)
- 2023: Laatste 16 (verloren van David Cameron met 4-8)
- 2024: Winnaar (gewonnen in de finale van Leonard Gates met 9-6)